# Росано Браци
Росано Браци (на италиански: Rossano Brazzi) е италиански актьор.

## Биография
Браци е роден на 18 септември 1916 г. в Болоня. Той е осиротял по време на диктатурата на Мусолини, когато родителите му са били убити. В студентските си години във Флоренция се интересува от театър, поради което решава да напусне обучението си като адвокат. На големия екран дебютира през 1939 г. във филма „Съдбата и смъртта на Сократ“. За кратко време актьорът изигра значителен брой романтични герои в киното, а в началото на 1940-те години той става една от главните звезди на италианското кино. По време на Втората световна война участва в групи за съпротива в Рим.
През 1940 г. се жени за Лидия Бартолини, след това играе главна роля във филма на Гофредо Алесандрини „Стъкленият мост“ (Il ponte di vetro), а през 1942 г. се снима със същия режисьор в големия филм, базиран на романа на Айн Ранд „Ние, живите“ (в частите „Ние, живите“ и „Адио, Кира“) в ролята на руски аристократ Лев Коваленски. Той става любим актьор на режисьора Гуидо Бриньоне, който го заснема в историческите си филми, играе Дубровски във филмовата адаптация на историята на Пушкин.
В следвоенните години популярността на Браци в Италия отшумява. Романтичните герои в периода на господството на неореализма не са търсени. През 1948 г. продуцентът Дейвид Селзник кани Браци в Холивуд, където година по-късно италианецът дебютира във филма „Малки жени“ в партньоство с Джон Алисън и Елизабет Тейлър. Филмовата му кариера се съживява след участието в „Босонога графиня“, където играе италиански граф в компанията на Ава Гарднър и Хъмфри Богарт. Този филм най-накрая му носи одобрение в Холивуд в ролята на латински любовник. През същата година Браци се появява в друг успешен американски филм „Три монети във фонтана“.
Актьорската кариера на Браци продължава до смъртта му. Той има повече от двеста филма.
През 1984 г. името му се появява в новините във връзка с разследването на контрабандата на оръжия и наркотици. По-късно всички обвинения срещу актьора са премахнати.
Росано Браци умира на 24 декември 1994 г. в Рим. Първата му съпруга Лидия Бертолини умира през 1981 година. Втората му съпруга Исла Фишър, с която се жени през 1984 г., го надживява.

## Избрана филмография
| Година | Филм                  | Оригинално заглавие          | Роля              | Режисьор        |
| ------ | --------------------- | ---------------------------- | ----------------- | --------------- |
| 1955   | Лятно време           | Summertime                   | Ренато де Роси    | Дейвид Лийн     |
| 1957   | Легенда за изгубените | Legend of the Lost           | Пол Бонърд        | Хенри Хатауей   |
| 1967   | Седем пъти жена       | Sette Volte Donna            | Джорджио          | Виторио Де Сика |
| 1967   | Поличбата 3           | Omen III: The Final Conflict | свещеник де Карло | Греъм Бейкър    |